# Paulin z Yorku
Paulin, biskup z Yorku (zm. 10 października 644 w Rochester) – rzymski misjonarz, apostoł Nortumbrii, pierwszy biskup Yorku, święty Kościoła katolickiego.

## Życiorys
Większość informacji dotyczących życia i działalności Paulina pochodzi z przekazów Bedy Czcigodnego. Początkowo Paulin był zakonnikiem w rzymskim klasztorze Monte Celio. W 601 roku papież Grzegorz I polecił mu, i Mellitowi z Canterbury, udać się do Nortumbrii by pomóc św. Augustynowi w chrystianizacji tamtejszej ludności. Kiedy dotarł do Anglii, zatrzymał się w Kent, gdzie miało dojść do ślubu króla Edwina i Etelburgi, siostry króla Kentu, Eadbalda. Król Edwin był wówczas poganinem i został ochrzczony (12 kwietnia 627), natomiast Paulin został kapelanem na dworze królewskim. Tuż przed wyjazdem z Kent, Justus z Canterbury udzielił Paulinowi sakry biskupiej. Wkrótce potem, nowy biskup osiedlił się w Yorku, gdzie postanowił założyć swoją stolicę biskupią. Prowadził wówczas działalność ewangelizacyjną, udzielał sakramentów i organizował budowę kościołów oraz kaplic. Udzielił także sakry Honoriuszowi z Canterbury.
12 października 632 król Edwin poległ w bitwie pod Hartfield walcząc przeciw Cadwallonowi i Pendzie. Wówczas Paulin zabrał dzieci króla i uciekł do Kent, a następnie do Rochester, gdzie został biskupem i otrzymał paliusz w 644. Etelburga natomiast uciekła do Francji, gdzie została ksienią w Faremoutiers.
Paulin jest czczony jako święty. Jego wspomnienie liturgiczne jest obchodzone w dies natalis – 10 października.